# メキシコの大統領
メキシコ合衆国大統領（メキシコがっしゅうこくだいとうりょう、スペイン語: Presidente de los Estados Unidos Mexicanos）は、メキシコ合衆国の元首で、政府の長たる大統領である。

## 概要
現行憲法は大統領の役職名を"Presidente de los Estados Unidos Mexicanos"とし、「メキシコ合衆国大統領」と和訳される 。また、役職名を"Presidente Constitucional de los Estados Unidos Mexicanos"とする公文書もあり、「メキシコ合衆国立憲大統領」と訳されることもある。

## 適格
- 出生時に全てのメキシコ国民の権利を有するメキシコ国民であること（両親の一方が出生時に全てのメキシコ国民の権利を有するメキシコ国民であること）。
- 少なくとも20年間メキシコに居住していること。
- 選挙時に35歳以上であること。
- 少なくとも選挙前の1年間まではメキシコに居住していること。
- 教会および宗教団体の職員ではないこと。
- 選挙の前6か月までに軍歴を終えていること。
- 選挙の前6か月までに閣僚、検察庁長官、警察庁長官の職に就いてないこと。
- 大統領就任歴がないこと（再選禁止）。

## 選挙
メキシコ大統領選挙は1934年以来6年ごとに実施され、有権者の直接投票で得票数が1位の者が大統領に選出される。決選投票はないため得票率が過半数に満たない者が大統領に選ばれることがある。
選挙開催年の7月に各党による予備選挙を行い、9月に大統領選挙が行われる。当選した次期大統領は12月1日の就任日までに組閣の準備を進める。

## 大統領の権限
メキシコの大統領は、全閣僚の任命権と罷免権、メキシコ連邦区知事の任命権（1997年まで）、州知事の罷免権を有するなど、周辺諸国の大統領と比べて強い権限を保持している。大統領に強い権限を持たせる制度がメキシコの政局安定に寄与しているという見方がある。
「1917年憲法」において大統領の権限は以下のものである。
- 連邦検察庁長官任命権
- 連邦警察庁長官任命権
- 国務長官以下の全閣僚の任命権
- 全ての大使の任命権
- 陸海空三軍の最高指揮権
- 宣戦布告および講和条約締結権（予め議会の可決が必要）
- 外交交渉権
- 大統領令布告権
- 最高裁判所長官指名権
- 法律拒否権
- 法案提出権

### 任期
大統領の任期は1期6年限りで、一切の再選が禁止されている。これは、ポルフィリオ・ディアス長期独裁政権への反省から来ている。

### 国民投票による解任
2019年より大統領を国民投票によって解任できる制度が導入され、大統領への反対票が過半数かつ投票率が有権者の40％を超えた場合は解任できる。

## 大統領の一覧
- 1821年 - 1822年: アグスティン・デ・イトゥルビデ Agustín de Iturbide, がメキシコの皇帝となる。（イトゥルビデ1世）

1822年から1823年までメキシコは帝国としてアグスティン1世が統治した（メキシコ第一帝政）。
- 1823年 - 1824年: ペドロ・セレスティーノ・ネグレーテ Pedro Celestino Negrete　臨時政府代表
- 1824年 - 1829年: グアダルーペ・ビクトリア Guadalupe Victoria
- 1829年 - 1829年: ビセンテ・ゲレーロ Vicente Guerrero
- 1829年 - 1829年: ホセ・マリア・デ・ボカネグラ José María de Bocanegra　暫定大統領
- 1829年 - 1829年: ペドロ・ベレス Pedro Vélez
- 1830年 - 1832年: アナスタシオ・ブスタマンテ Anastasio Bustamante
- 1832年 - 1832年: メルチョール・ムスキス Melchor Múzquiz
- 1832年 - 1833年: マヌエル・ゴメス・ペドラサ Manuel Gómez Pedraza
- 1833年 - 1833年: バレンティン・ゴメス・ファリアス Valentín Gómez Farías
- 1833年 - 1835年: アントニオ・ロペス・デ・サンタ・アナ Antonio López de Santa Anna

メキシコ共和国時代の大統領
- 1835年 - 1836年: ミゲル・バラガン Miguel Barragán
- 1836年 - 1837年: ホセ・フスト・コロ José Justo Corro
- 1837年 - 1839年: アナスタシオ・ブスタマンテ Anastasio Bustamante
- 1839年 - 1839年: アントニオ・ロペス・デ・サンタ・アナ Antonio López de Santa Anna
- 1839年 - 1839年: ニコラス・ブラボ Nicolás Bravo
- 1839年 - 1841年: アナスタシオ・ブスタマンテ Anastasio Bustamante
- 1841年 - 1841年: フランシスコ・ハビエル・エチェベリア Francisco Javier Echeverría
- 1841年 - 1842年: アントニオ・ロペス・デ・サンタ・アナ Antonio López de Santa Anna
- 1842年 - 1843年: ニコラス・ブラボ Nicolás Bravo
- 1843年 - 1843年: アントニオ・ロペス・デ・サンタ・アナ Antonio López de Santa Anna
- 1843年 - 1844年: バレンティン・カナリソ Valentín Canalizo
- 1844年 - 1844年: アントニオ・ロペス・デ・サンタ・アナ Antonio López de Santa Anna
- 1844年 - 1844年: バレンティン・カナリソ Valentín Canalizo
- 1844年 - 1845年: ホセ・ホアキン・デ・エレーラ José Joaquín de Herrera
- 1846年 - 1846年: マリアノ・パレーデス・アリリャガ Mariano Paredes y Arrillaga
- 1846年 - 1846年: ニコラス・ブラボ Nicolás Bravo

連邦制が復活した後の大統領
- 1846年 - 1846年: マリアーノ・サラス Mariano Salas
- 1846年 - 1847年: バレンティン・ゴメス・ファリアス Valentín Gómez Farías
- 1847年 - 1847年: アントニオ・ロペス・デ・サンタ・アナ Antonio López de Santa Anna
- 1847年 - 1847年: ペドロ・マリア・アナーヤ Pedro María Anaya
- 1847年 - 1848年: マヌエル・デ・ラ・ペーニャ Manuel de la Peña y Peña
- 1848年 - 1851年: ホセ・ホアキン・デ・エレーラ José Joaquín de Herrera
- 1851年 - 1853年: マリアーノ・アリスタ Mariano Arista
- 1853年 - 1853年: フアン・バウティスタ・セバリョス Juan Bautista Ceballos
- 1853年 - 1853年: マヌエル・マリア・ロンバルディニ Manuel María Lombardini
- 1853年 - 1855年: アントニオ・ロペス・デ・サンタ・アナ Antonio López de Santa Anna

サンタ・アナの独裁政権が倒されて以降の大統領
- 1855年 - 1855年: マルティン・カレーラ Martín Carrera
- 1855年 - 1855年: ロムロ・ディアス・デ・ラ・ベガ Rómulo Díaz de la Vega
- 1855年 - 1855年: フアン・アルバレス Juan Álvarez Benítez
- 1855年 - 1857年: イグナシオ・コモンフォルト Ignacio Comonfort

コモンフォルト大統領の辞任にともなって最高司法裁判所長であったベニート・フアレスが臨時大統領に就任したが、保守派はこれを認めず、独自の大統領を立てた。フアレスはベラクルスに自由主義派の政府を立て、この時期には2人の大統領が同時に存在した。レフォルマ戦争の終了後、フアレスは1861年に正式に大統領に選出された。しかし同年末にフランスのメキシコ出兵が始まり、1863年にメキシコシティを占領した。フアレスは北部のシウダー・フアレスに逃れた。
保守派の大統領:
- 1858年 - 1858年: フェリックス・マリア・スロアガ Félix María Zuloaga
- 1858年 - 1859年: マヌエル・ロブレス・ペスエラ Manuel Robles Pezuela
- 1859年 - 1860年: ミゲル・ミラモン Miguel Miramón
- 1860年 - 1860年: ホセ・イグナシオ・パボン José Ignacio Pavón

自由主義派の大統領:
- 1858年 - 1860年: ベニート・フアレス Benito Juárez （臨時大統領）
- 1861年 - 1867年: ベニート・フアレス Benito Juárez, 1863年から1867年までは帝政に対抗して政府を組織。

メキシコ第二帝政がはじまるまでの委員会（フンタ、es:Junta Superior de Gobierno）の長:
- 1863年 - 1864年: フアン・ネポムセノ・アルモンテ Juan Nepomuceno Almonte

1864年から1867年までメキシコはハプスブルク家のフェルディナント・マクシミリアン・ヨーゼフ大公がフランス帝国の皇帝ナポレオン3世の要請によりメキシコの皇帝に即位、マクシミリアン1世として統治した（メキシコ第二帝政）。この期間もベニート・フアレスがメキシコ北部で政府を構成し、アメリカ合衆国を始めとする数カ国はマクシミリアンを承認せず、フアレス政府を支援した。
- 1867年 - 1872年: ベニート・フアレス Benito Juárez
- 1872年 - 1876年: セバスティアン・レルド・デ・テハーダ Sebastián Lerdo de Tejada
- 1876年 - 1880年: ポルフィリオ・ディアス Porfirio Díaz
- 1880年 - 1884年: マヌエル・ゴンサレス Manuel González
- 1884年 - 1911年: ポルフィリオ・ディアス Porfirio Díaz

### メキシコ革命後の大統領
- 1911年 - 1911年: フランシスコ・レオン・デ・ラ・バーラ Francisco León de la Barra
- 1911年 - 1913年: フランシスコ・マデロ Francisco Madero
- 1913年2月18日: ペドロ・ラスクライン Pedro Lascuráin Paredes（大統領就任期間は1時間だけ）
- 1913年 - 1914年: ビクトリアーノ・ウエルタ Victoriano Huerta
- 1914年 - 1914年: フランシスコ・カルバハル Francisco S. Carvajal

1914年から翌年にかけて、憲法派と会議派の2人の大統領が同時に存在したが、憲法派の勝利に終わった。
- 1914年 - 1917年: ベヌスティアーノ・カランサ Venustiano Carranza（新憲法制定以前）

アグアスカリエンテス会議での臨時大統領
- 1914年 - 1915年: エウラリオ・グティエレス Eulalio Gutiérrez
- 1915年: ロケ・ゴンサレス Roque González Garza
- 1915年: フランシスコ・ラゴス Francisco Lagos Cházaro

1917年のメキシコ憲法制定以後の大統領。憲法の規定では任期4年・再選禁止だったが、1926年に任期6年・連続再選禁止に変更。
- 1917年 - 1920年: ベヌスティアーノ・カランサ Venustiano Carranza
- 1920年: アドルフォ・デ・ラ・ウエルタ Adolfo de la Huerta（臨時大統領）
- 1920年 - 1924年: アルバロ・オブレゴン Álvaro Obregón
- 1924年 - 1928年: プルタルコ・エリアス・カリェス Plutarco Elías Calles
- 1928年 - 1930年: エミリオ・ポルテス・ヒル Emilio Portes Gil（臨時大統領）
- 1930年 - 1932年: パスクワル・オルティス・ルビオ Pascual Ortiz Rubio
- 1932年 - 1934年: アベラルド・ロドリゲス Abelardo L. Rodríguez（ルビオの残りの任期中の暫定大統領）

### 1934年以降の大統領
任期が1期6年限りで再選不可になってからの大統領。
| 所属政党： 国民革命党 → メキシコ革命党 → 制度的革命党 | 国民行動党 国民再生運動 |

| 代 | 大統領                                                                              | 大統領 | 所属政党                | 期 | 在任期間                       | 在任期間    | 備考                 |
| -- | ----------------------------------------------------------------------------------- | ------ | ----------------------- | -- | ------------------------------ | ----------- | -------------------- |
| 44 | ラサロ・カルデナス Lázaro Cárdenas del Río (1895-1970)                              |        | 国民革命党 （PNR）      | 1  | 1934年12月1日 - 1940年11月30日 | 5年 + 365日 |                      |
| 45 | マヌエル・アビラ・カマチョ Manuel Ávila Camacho (1896-1955)                         |        | 制度的革命党 （PNR）    | 2  | 1940年12月1日 - 1946年11月30日 | 5年 + 364日 |                      |
| 46 | ミゲル・アレマン・バルデス Miguel Alemán Valdés (1900-1983)                         |        | 制度的革命党 （PNR）    | 3  | 1946年12月1日 - 1952年11月30日 | 5年 + 365日 |                      |
| 47 | アドルフォ・ルイス・コルティネス Adolfo Tomás Ruiz Cortines (1889-1973)             |        | 制度的革命党 （PNR）    | 4  | 1952年12月1日 - 1958年11月30日 | 5年 + 364日 |                      |
| 48 | アドルフォ・ロペス・マテオス Adolfo López Mateos (1910-1969)                        |        | 制度的革命党 （PNR）    | 5  | 1958年12月1日 - 1964年11月30日 | 5年 + 365日 |                      |
| 49 | グスタボ・ディアス・オルダス Gustavo Díaz Ordaz Bolaños (1911-1979)                 |        | 制度的革命党 （PNR）    | 6  | 1964年12月1日 - 1970年11月30日 | 5年 + 364日 |                      |
| 50 | ルイス・エチェベリア・アルバレス Luis Echeverría Álvarez (1922-2022)                |        | 制度的革命党 （PNR）    | 7  | 1970年12月1日 - 1976年11月30日 | 5年 + 365日 |                      |
| 51 | ホセ・ロペス・ポルティーヨ José Guillermo Abel López Portillo y Pacheco (1920-2004) |        | 制度的革命党 （PNR）    | 8  | 1976年12月1日 - 1982年11月30日 | 5年 + 364日 |                      |
| 52 | ミゲル・デ・ラ・マドリ・ウルタード Miguel de la Madrid Hurtado (1934-2012)          |        | 制度的革命党 （PNR）    | 9  | 1982年12月1日 - 1988年11月30日 | 5年 + 365日 |                      |
| 53 | カルロス・サリナス・デ・ゴルタリ Carlos Salinas de Gortari (1948-)                  |        | 制度的革命党 （PNR）    | 10 | 1988年12月1日 - 1994年11月30日 | 5年 + 364日 |                      |
| 54 | エルネスト・セディージョ Ernesto Zedillo Ponce de León (1951-)                      |        | 制度的革命党 （PNR）    | 11 | 1994年12月1日 - 2000年11月30日 | 5年 + 365日 |                      |
| 55 | ビセンテ・フォックス・ケサーダ Vicente Fox Quesada (1942-)                          |        | 国民行動党 （PAN）      | 12 | 2000年12月1日 - 2006年11月30日 | 5年 + 364日 |                      |
| 56 | フェリペ・カルデロン Felipe de Jesús Calderón Hinojosa (1962-)                      |        | 国民行動党 （PAN）      | 13 | 2006年12月1日 - 2012年11月30日 | 5年 + 365日 |                      |
| 57 | エンリケ・ペーニャ・ニエト Enrique Peña Nieto (1966-)                               |        | 制度的革命党 （PNR）    | 14 | 2012年12月1日 - 2018年11月30日 | 5年 + 364日 |                      |
| 58 | アンドレス・マヌエル・ロペス・オブラドール Andrés Manuel López Obrador (1953-)      |        | 国民再生運動 （MORENA） | 15 | 2018年12月1日 - 2024年9月30日  | 5年 + 304日 |                      |
| 59 | クラウディア・シェインバウム Claudia Sheinbaum Pardo (1962-)                        |        | 国民再生運動 （MORENA） | 16 | 2024年10月1日 - 現職           | 252日       | 同国初の女性大統領。 |